# Jiří Boula
Jiří Boula (Praga, 8 aprile 1999) è un calciatore ceco, centrocampista del Baník Ostrava.

## Carriera

### Club
Cresciuto nel settore giovanile dello Sparta Praga, nel 2018 si trasferisce in Inghilterra per studiare all'Università di Derby, giocando contemporaneamente nella squadra dilettantistica del Mickleover. Nel 2020 fa ritorno in Repubblica Ceca, venendo tesserato dal Táborsko, club militante nella seconda serie nazionale; il 13 luglio 2021 viene acquistato dal Baník Ostrava, rimanendo in prestito al Táborsko. Nel successivo mese di dicembre rientra al Baník, con cui nel corso degli anni si impone come titolare nel ruolo; il 5 marzo 2024 prolunga con i rossoblù fino al 2027.

### Nazionale
Nel novembre del 2024 ha ottenuto la prima convocazione con la nazionale maggiore ceca.

## Statistiche

### Presenze e reti nei club
Statistiche aggiornate al 4 luglio 2025.
| Stagione             | Squadra              | Campionato           | Campionato | Campionato | Coppe nazionali | Coppe nazionali | Coppe nazionali | Coppe continentali | Coppe continentali | Coppe continentali | Altre coppe | Altre coppe | Altre coppe | Totale | Totale |
| Stagione             | Squadra              | Comp                 | Pres       | Reti       | Comp            | Pres            | Reti            | Comp               | Pres               | Reti               | Comp        | Pres        | Reti        | Pres   | Reti   |
| -------------------- | -------------------- | -------------------- | ---------- | ---------- | --------------- | --------------- | --------------- | ------------------ | ------------------ | ------------------ | ----------- | ----------- | ----------- | ------ | ------ |
| 2020-2021            | Táborsko             | FNL                  | 22         | 1          | CRC             | 1               | 0               | -                  | -                  | -                  | -           | -           | -           | 23     | 1      |
| lug.-dic. 2021       | Táborsko             | FNL                  | 15         | 1          | CRC             | 0               | 0               | -                  | -                  | -                  | -           | -           | -           | 15     | 1      |
| Totale Táborsko      | Totale Táborsko      | Totale Táborsko      | 37         | 2          |                 | 1               | 0               |                    | -                  | -                  |             | -           | -           | 38     | 2      |
| gen.-giu. 2022       | Baník Ostrava        | 1L                   | 13         | 0          | MC              | -               | -               | -                  | -                  | -                  | -           | -           | -           | 13     | 0      |
| 2022-2023            | Baník Ostrava        | 1L                   | 17         | 1          | MC              | 2               | 0               | -                  | -                  | -                  | -           | -           | -           | 19     | 1      |
| 2023-2024            | Baník Ostrava        | 1L                   | 32         | 0          | MC              | 3               | 0               | -                  | -                  | -                  | -           | -           | -           | 35     | 0      |
| 2024-2025            | Baník Ostrava        | 1L                   | 34         | 1          | MC              | 4               | 0               | UCoL               | 4                  | 1                  | -           | -           | -           | 42     | 2      |
| Totale Baník Ostrava | Totale Baník Ostrava | Totale Baník Ostrava | 96         | 2          |                 | 9               | 0               |                    | 4                  | 1                  |             | -           | -           | 109    | 3      |
| Totale carriera      | Totale carriera      | Totale carriera      | 133        | 4          |                 | 10              | 0               |                    | 4                  | 1                  |             | -           | -           | 147    | 5      |